# Джон Фленеган (англійський футболіст)
Джо́натон (Джон) Патрік Фле́неган (англ. Jonathon Patrick "Jon" Flanagan; нар. 1 січня 1993, Ліверпуль, Англія) — англійський футболіст. Захисник збірної Англії та «Шарлеруа».

## Клубна кар'єра
У березні 2010 року вперше з'явився на полі в матчі молодіжної команди проти «Галл Сіті». Фленеган під час перебування у складі молодіжної команди «Ліверпуля» заробив репутацію жорсткого правого захисника, який добре грає головою і відрізняється спокоєм під час володіння м'ячем.
Дебют у складі резервної команди відбувся в матчі на Великий кубок Ланкашира на початку сезону 2010/11 проти «Олдем Атлетик».
У складі основної команди вперше з'явився в матчі проти «Манчестер Сіті» 11 квітня 2011 року, провівши на полі всі 90 хвилин на позиції правого захисника.
У сезоні 2013—2014 Брендан Роджерс довірив Джону місце в стартовому складі у зв'язку з травмою Хосе Енріке.
15 грудня 2013 року в гостьовому матчі 16 туру Прем'єр-ліги проти «Тоттенгем Готспур» Джон забив свій перший гол за основну команду і закріпив перевагу Ліверпуля. Матч завершився з розгромним рахунком гостів 5-0.

## Статистика виступів
| Клуб              | Сезон             | Ліга | Ліга | Кубки | Кубки | Єврокубки | Єврокубки | Інші | Інші | Всього | Всього |
| Клуб              | Сезон             | Ігри | Голи | Ігри  | Голи  | Ігри      | Голи      | Ігри | Голи | Ігри   | Голи   |
| ----------------- | ----------------- | ---- | ---- | ----- | ----- | --------- | --------- | ---- | ---- | ------ | ------ |
| Ліверпуль         | 2010/11           | 7    | 0    | 0     | 0     | 0         | 0         | 0    | 0    | 7      | 0      |
| Ліверпуль         | 2011/12           | 1    | 0    | 1     | 0     | 0         | 0         | 0    | 0    | 2      | 0      |
| Всього за кар'єру | Всього за кар'єру | 8    | 0    | 1     | 0     | 0         | 0         | 0    | 0    | 9      | 0      |

## Досягнення
«Ліверпуль»
- Володар Кубка Футбольної ліги: 2012